# Konstantin Jurjewitsch Landa
Konstantin Jurjewitsch Landa (russisch Константин Юрьевич Ланда; * 22. Mai 1972 in Omsk; † 12. Oktober 2022) war ein russischer Schachspieler.

## Leben

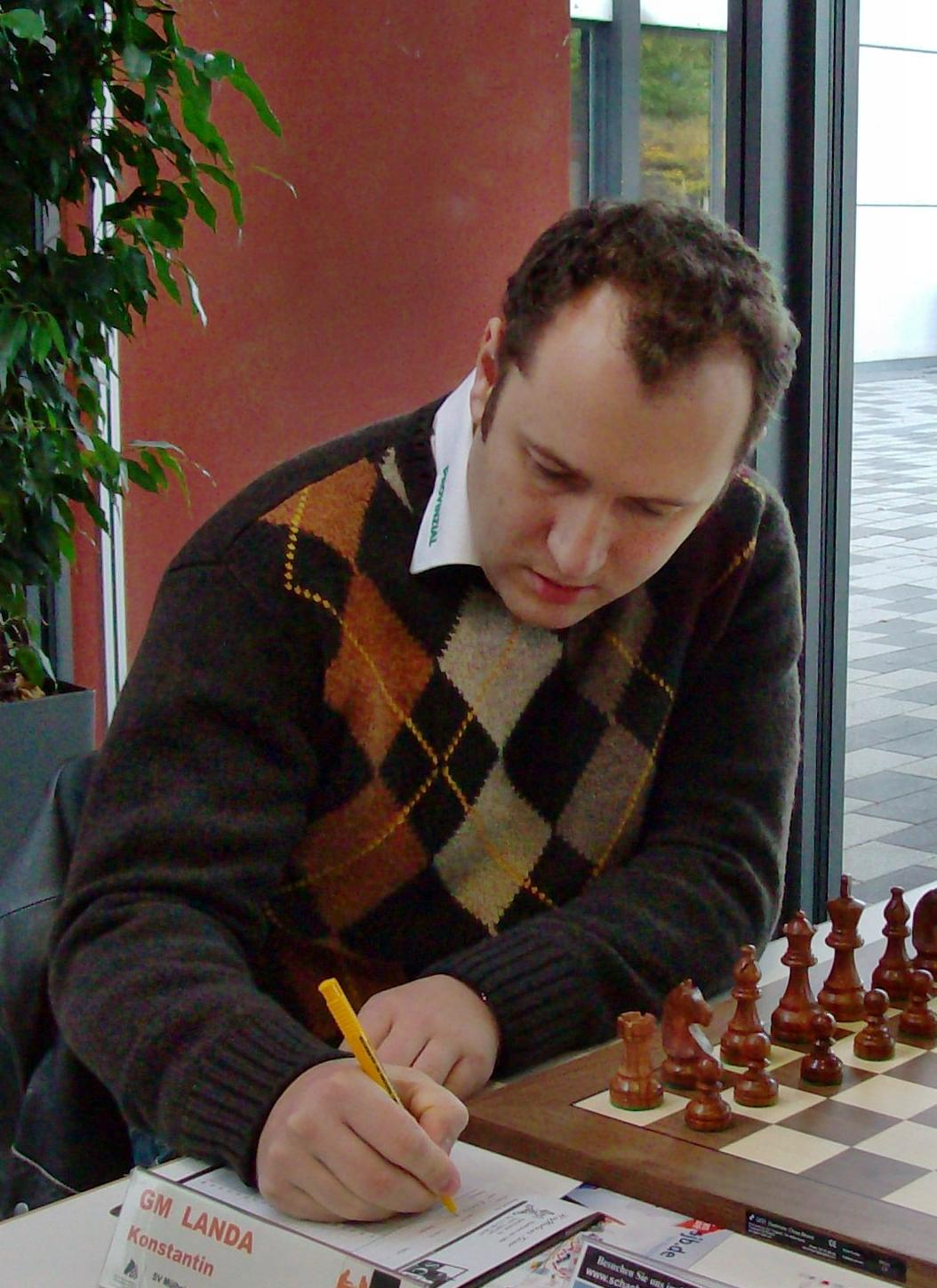
Konstantin Jurjewitsch Landa, 2009

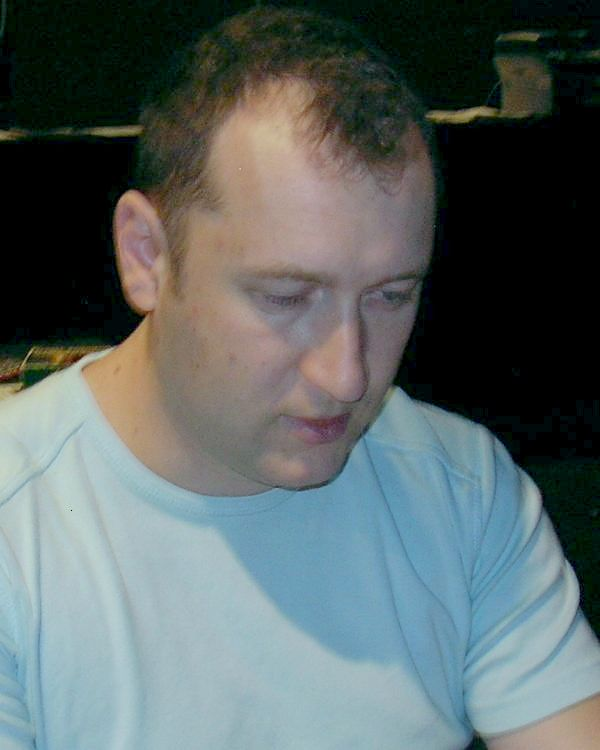
Konstantin Jurjewitsch Landa, 2010 in Dortmund

Landas Talent wurde frühzeitig von Meister Jakow Rusakow in Omsk erkannt, später übernahm Großmeister Alexander Goldin sein Training. Nach einigen Lehrgängen an der Jewgeni-Sweschnikow-Schachschule wurde er an die Botwinnik-Kasparow-Schachschule in Moskau delegiert. Nach seinem Studium arbeitete er im IT-Bereich einer Bank. Landa lebte seit 1999 in Dortmund und hatte dort eine Computerausbildung absolviert. Er trainierte unter anderem die Nr. 1 Deutschlands Arkadij Naiditsch sowie die ehemalige Schachweltmeisterin Alexandra Kostenjuk. Bei den Schacholympiaden 2010 in Chanty-Mansijsk und 2012 in Istanbul war er Trainer und nichtspielender Mannschaftskapitän der iranischen Nationalmannschaft, 2018 in Batumi der Nationalmannschaft der Vereinigten Arabischen Emirate. Der Titel FIDE Senior Trainer wurde ihm 2011 verliehen.

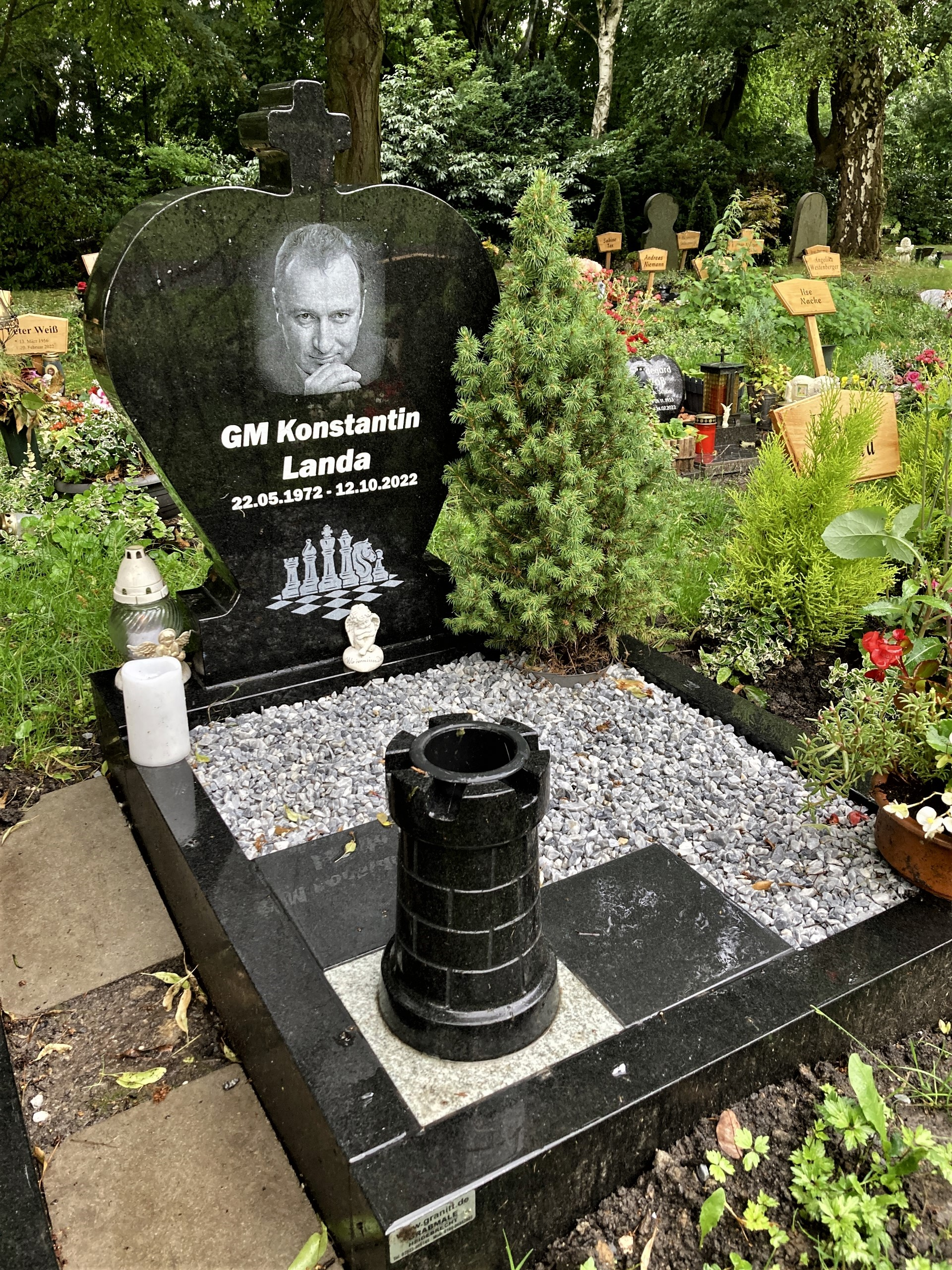
Grabstätte Konstantin Landa, Nordfriedhof Dortmund

Im Oktober 2022 starb Landa im Alter von 50 Jahren nach langer, schwerer Krankheit. Beigesetzt wurde er auf dem Nordfriedhof  Dortmund.

## Schacherfolge
1989 belegte er im Finale der Russischen Jugendmeisterschaft den 2. Platz, 1992 wurde er russischer Juniorenmeister. 1994 gewann er das Internationale Schachopen in Oberwart, 1995 ein Turnier in Nojabrsk. Er gewann im Januar 1999 das Hotel Ciudad de Úbeda-Open in Úbeda, im April 2001 das 5. Internationale Neckar-Open in Deizisau, im August 2002 gewann er den 5. Pyramiden-Franken-Cup in Fürth, im November 2002 die 6. Internationale Bayerische Meisterschaft in Bad Wiessee, im September 2005 das FE 7-Turnier in Triest, im Januar 2006 das ITT Capodanno in Reggio nell’Emilia und im Juni 2007 die Internationale Hamburger Meisterschaft in Hamburg. Im Juli 2011 gewann er das 15. Hogeschool Zeeland Toernooi in Vlissingen, im Oktober 2011 das Münsterland Open in Senden mit 1,5 Punkten Vorsprung vor Alexander Danin.
Vereinsschach spielte er in vielen Ländern. Er spielte in der isländischen Mannschaftsmeisterschaft und auch in der französischen, dort früher für den Club de Echiquier Nanceien, von 2008 bis 2013 für den Club de Vandoeuvre-Echecs und 2019 für Asnières - Le Grand Echiquier. In der russischen Mannschaftsmeisterschaft spielte er 1995 für Fakel Surgut. 1996 in Asow wurde er Mannschaftsmeister mit Ladja Asow; mit Ladja gewann er auch 1997 den European Club Cup. 1999, 2001 und 2003 spielte er für Sibir Tomsk (2003 unter dem Namen Tomsk-400), 2005 und 2006 für Yunilain Samara, 2007 für Schachföderation Moskau 2010 für Jugra, den zweiten des European Club Cups 2010 und seit 2012 für die Mannschaft der Universität Beloretschensk. In der niederländischen Meesterklasse spielte er von 2004 bis 2009 für den SK Groningen, mit dem er 2007 niederländischer Mannschaftsmeister wurde, in der Saison 2011/12 für den Meister Schaakvereniging Voerendaal und in den Saisons 2012/13, 2016/17 und 2019/20 für En Passant Bunschoten-Spakenburg, mit dem er 2013 ebenfalls Meister wurde. 2017 gewann Landa den Schachtürken-Cup in Paderborn.
In der spanischen Meisterschaft spielte er früher für C.A. Isla Bonita Cajacanarias, 2009 und 2015 für Ajoblanco Merida Patrimonio, in der belgischen früher für Jean Jaurès, in der Saison 2011/12 für La Tour d’Ans-Loncin, in der iranischen für Persepolis, den Meisterschaftszweiten 2010. Auch in der israelischen Mannschaftsmeisterschaft hat er gespielt. In der britischen Four Nations Chess League (4NCL) spielt er für Blackthorne Russia. In der deutschen Schachbundesliga spielte er in der Saison 2003/04 für die Bremer Schachgesellschaft von 1877, seit der Saison 2004/05 spielt er für den SV Mülheim-Nord. Mit dem Scuti Antal SK. Zalaegerszeg gewann er 2007/08 in Ungarn die Mannschaftsmeisterschaft. In der tschechischen Extraliga spielt er seit der Saison 2013/14 für die Mannschaft von Výstaviště Lysá nad Labem, mit der er 2019 tschechischer Mannschaftsmeister wurde.
1991 wurde er Internationaler Meister (IM), seit 1995 trug er den Titel Schachgroßmeister (GM). Mit seiner höchsten Elo-Zahl von 2678 war er im Oktober 2007 auf Platz 32 der Weltrangliste.

## Werke
- Das Grosse Lehrbuch des Positionsspiels. New in Chess, Alkmaar 2021, ISBN 978-90-5691-967-2 (mit Konstantin Sakajew).